# العلاقات الإسواتينية النيكاراغوية
العلاقات الإسواتينية النيكاراغوية هي العلاقات الثنائية التي تجمع بين إسواتيني ونيكاراغوا.

## مقارنة بين البلدين
هذه مقارنة عامة ومرجعية للدولتين:
| وجه المقارنة                                              | إسواتيني                                   | نيكاراغوا        |
| --------------------------------------------------------- | ------------------------------------------ | ---------------- |
| المساحة (كم2)                                             | 17.36 ألف                                  | 130.38 ألف       |
| عدد السكان (نسمة)                                         | 1.37 مليون                                 | 6.22 مليون       |
| الكثافة السكانية (ن./كم²)                                 | 78.92                                      | 47.71            |
| العاصمة                                                   | لوبامبا، مبابان                            | ماناغوا          |
| اللغة الرسمية                                             | لغة إنجليزية، لغة سوازي                    | اللغة الإسبانية  |
| العملة                                                    | ليلانغيني سوازيلندي                        | كوردبا نيكاراغوا |
| الناتج المحلي الإجمالي (بليون دولار)                      | 4.41 مليار                                 | 13.81 مليار      |
| الناتج المحلي الإجمالي (تعادل القوة الشرائية) بليون دولار | 11.13 مليار                                | 31.63 مليار      |
| الناتج المحلي الإجمالي الاسمي للفرد دولار أمريكي          | 3.20 ألف                                   | 2.09 ألف         |
| الناتج المحلي الإجمالي للفرد دولار أمريكي                 | 8.29 ألف                                   | 4.92 ألف         |
| مؤشر التنمية البشرية                                      | 0.531                                      | 0.631            |
| رمز المكالمات الدولي                                      | +268                                       | +505             |
| رمز الإنترنت                                              | .sz                                        | .ni              |
| المنطقة الزمنية                                           | التوقيت القياسي لجنوب أفريقيا، ت ع م+02:00 | 00               |

## منظمات دولية مشتركة
يشترك البلدان في عضوية مجموعة من المنظمات الدولية، منها:
| علم المنظمة | اسم المنظمة                               | تاريخ انضمام إسواتيني | تاريخ انضمام نيكاراغوا |
| ----------- | ----------------------------------------- | --------------------- | ---------------------- |
|             | مؤسسة التنمية الدولية                     | 22 سبتمبر 1969        | 30 ديسمبر 1960         |
|             | يونسكو                                    | 25 يناير 1978         | 22 فبراير 1952         |
|             | وكالة ضمان الاستثمار متعدد الأطراف        | 18 أبريل 1990         | 12 يونيو 1992          |
|             | الأمم المتحدة                             | 24 سبتمبر 1968        | 24 أكتوبر 1945         |
|             | الاتحاد البريدي العالمي                   | ?                     | ?                      |
|             | البنك الدولي للإنشاء والتعمير             | 22 سبتمبر 1969        | 14 مارس 1946           |
|             | الاتحاد الدولي للاتصالات                  | 11 نوفمبر 1970        | 12 مايو 1926           |
|             | منظمة حظر الأسلحة الكيميائية              | ?                     | ?                      |
|             | مؤسسة التمويل الدولية                     | 22 سبتمبر 1969        | 20 يوليو 1956          |
|             | المركز الدولي لتسوية المنازعات الاستشارية | 14 يوليو 1971         | 19 أبريل 1995          |
|             | منظمة التجارة العالمية                    | ?                     | ?                      |
|             | منظمة الشرطة الجنائية الدولية             | ?                     | ?                      |

## وصلات خارجية
- موقع وزارة الخارجية النيكاراغوية